# Hamptophryne boliviana
Hamptophryne boliviana är en groddjursart som först beskrevs av Parker 1927.  Hamptophryne boliviana ingår i släktet Hamptophryne och familjen Microhylidae. IUCN kategoriserar arten globalt som livskraftig. Inga underarter finns listade i Catalogue of Life.